# Djævleøen
Djævleøen är en ö i Grönland (Kungariket Danmark). Den ligger i den nordöstra delen av Grönland. Arean är 41 kvadratkilometer. Ön saknar i princip växtlighet.
Terrängen på Djævleøen är kuperad. Öns högsta punkt är 847 meter över havet. Den sträcker sig 7,5 kilometer i nord-sydlig riktning, och 14,8 kilometer i öst-västlig riktning.